# خطای چاپ معکوس

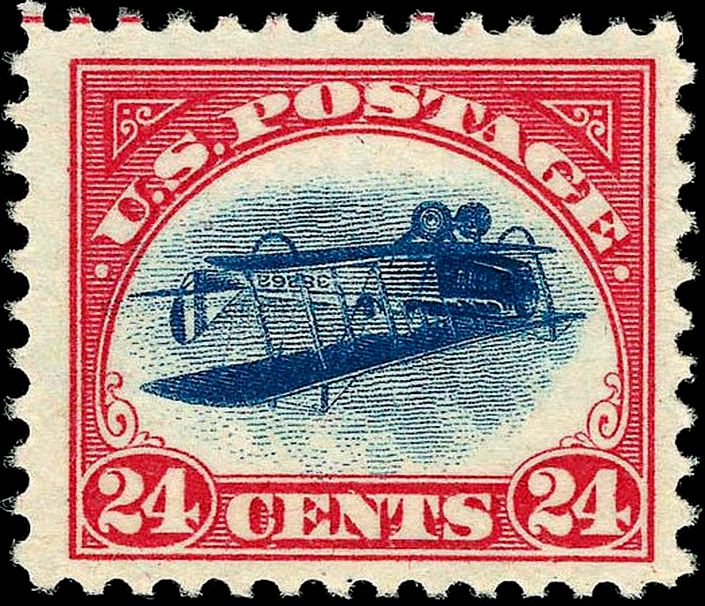
تمبر ۲۴ سنتی جنی معکوس مشهورترین، کمیاب‌ترین و گران‌ترین تمبر دارای خطای چاپ معکوس تصادفی (اشتباه چاپی) منتشر شده توسط سازمان خدمات پستی ایالات متحده است

خطای چاپ معکوس (انگلیسی: Invert error) یک خطای چاپی مشهور در تمبرشناسی است و زمانی رخ می‌دهد که بخشی از یک تمبر به صورت وارونه و برعکس چاپ شود. خطاهای چاپ معکوس می‌توانند دیدنی‌ترین و غیرعادی‌ترین خطاها در تمبرهای پستی باشند، این موضوع نه تنها به خاطر به وجود آمدن یک ظاهر بصری چشمگیر و متفاوت بلکه به این دلیل که برخی از آنها (پس از اصلاح و جمع‌آوری توسط مرجع منتشرکننده) می‌توانند بسیار نادر و کمیاب باشند و به همین مناسبت، توسط مجموعه‌داران تمبر از ارزش بسیار بالایی برخوردار هستند.
یکی از مشهورترین و البته نادرترین خطاهای مشهور چاپی معکوس، مربوط به تمبر مشهور جنی معکوس است. در سال ۲۰۱۳ خدمات پستی ایالات متحده آمریکا یک نسخه ۶ تایی از این تمبر مشهور را در قالب چاپ مجدد و محدود ارائه کرد. این تمبرها همان تصویر معکوس و وارونه هواپیما را تکرار می‌کردند؛ هر چند ارزش مالی اصلی آن‌ها که در گذشته ۲۴ سنت بود را دارا نبودند و با ۲ دلار ارزش عرضه شدند. برای اطلاع‌رسانی این موضوع، خدمات پستی اعلام کرد که ۱۰۰ برگه از تمبر غیر وارونه جنی (چاپ صحیح) چاپ کرده و برگه ۶ تایی چاپ مجدد جنی معکوس (چاپ اشتباه و برعکس) را به صورت تصادفی در برگه‌های صحیح ادغام و توزیع کرده‌است تا اطمینان حاصل شود آن دسته از مشتریان خوش‌شانسی که برگه‌های معمولی را سفارش می‌دهند، بتوانند به صورت تصادفی به جنی معکوس دست پیدا کنند. بیشتر این تمبرهای غیر وارونه در سال ۲۰۱۴ در حراجی‌های عمومی ظاهر شدند و قیمت‌های بسیار بالایی نیز به دست آوردند.

## نگارخانه

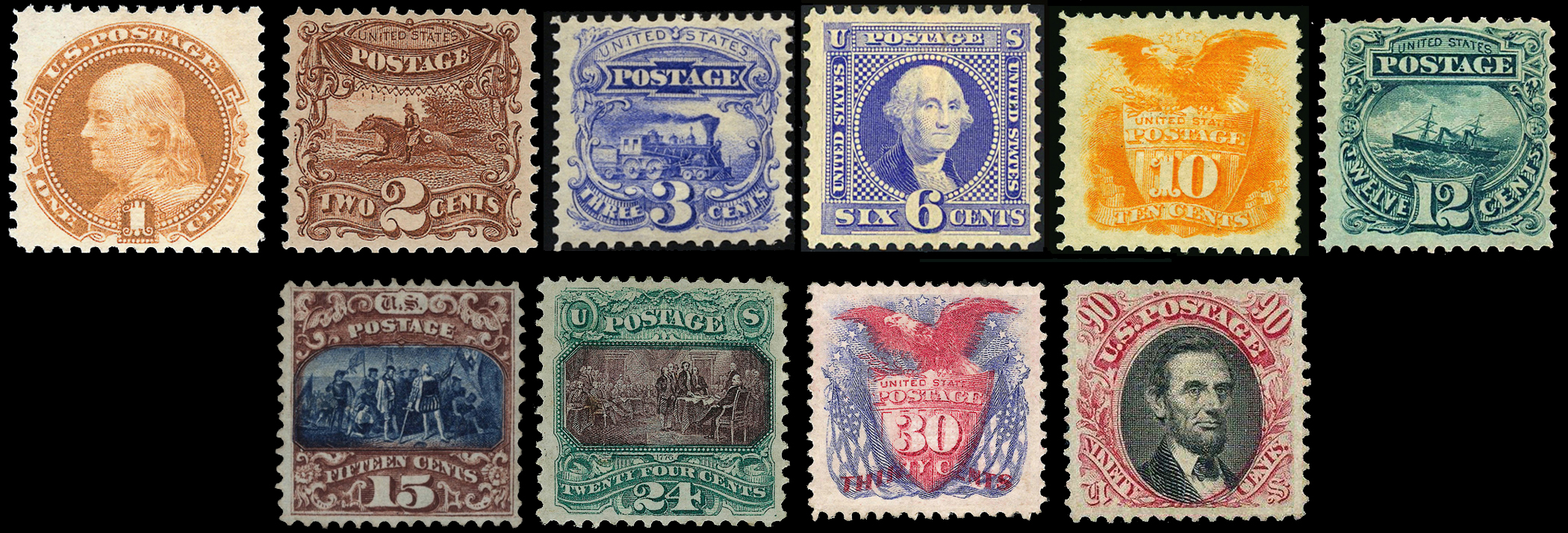
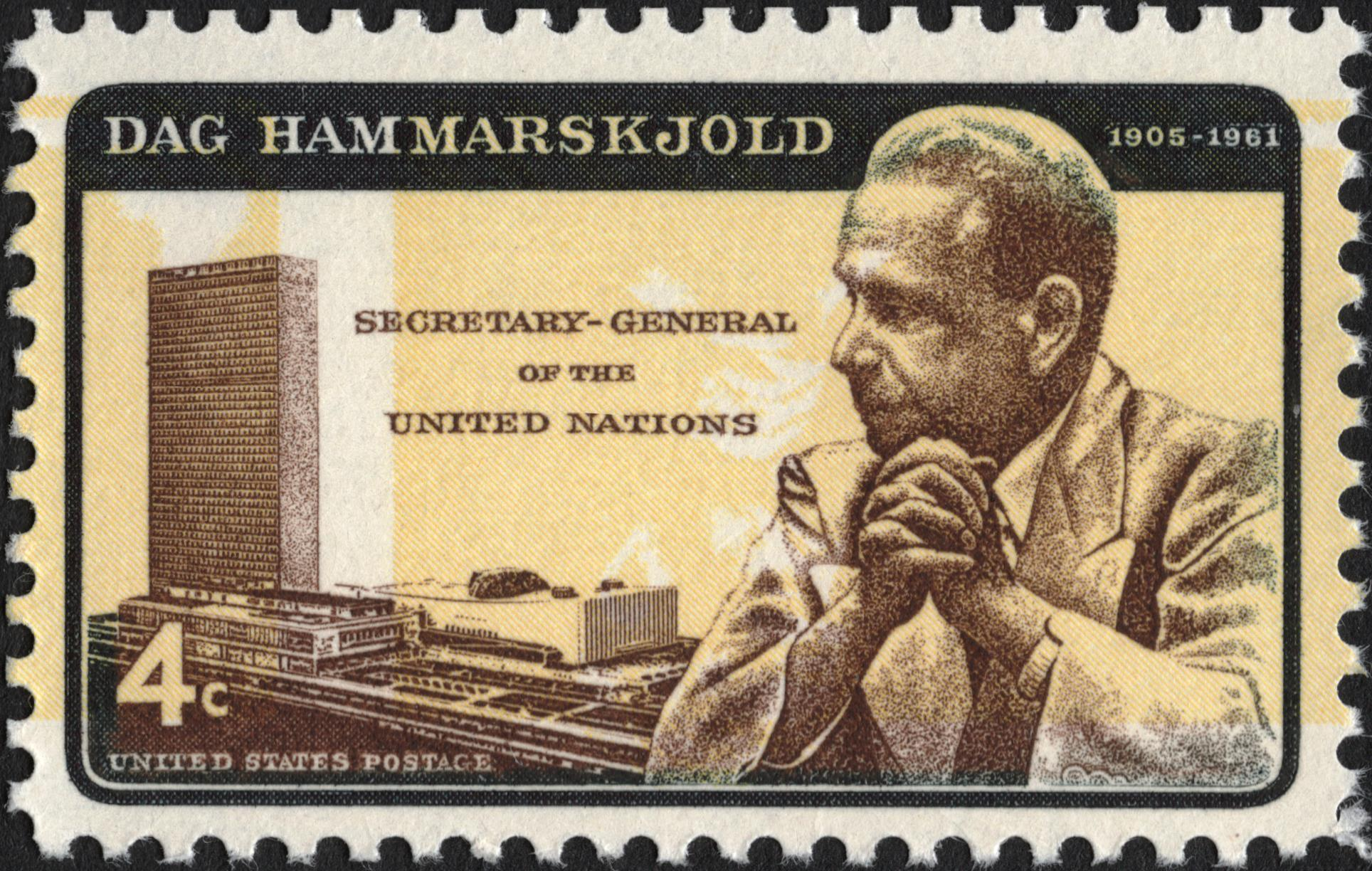
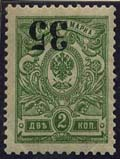
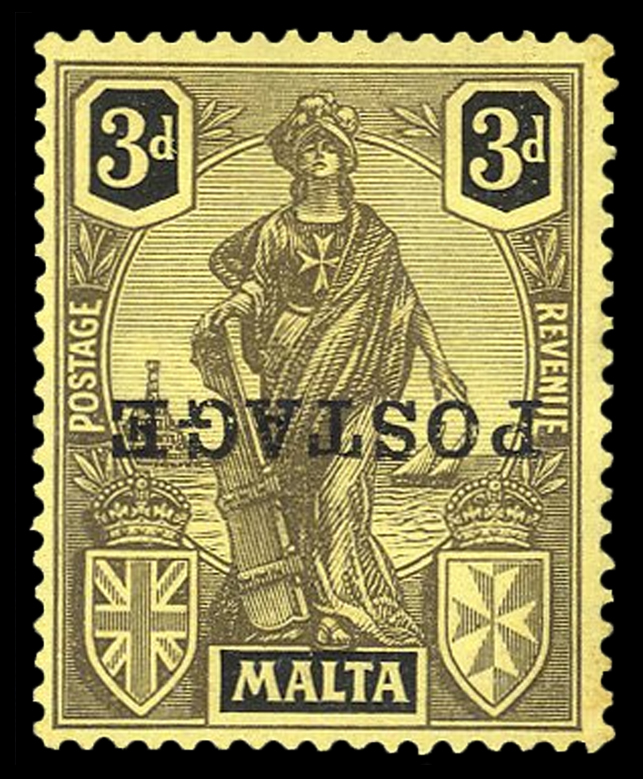